# Fudbalski Klub Proleter Radna Mala
El FK Proleter 1932, más conocido como Proleter Radna Mala, es un club de fútbol de Serbia de la ciudad de Pozarevac. Es uno de los clubes más tradicionales del este del país y el único representante deportivo del barrio de Radna Mala. Actualmente milita en la última división (Sétima División de Serbia).

## Historia
El club fue fundado en el año 1932, siete años antes que diera inicio la Segunda Guerra Mundial. Proleter era uno de los equipos más importantes de su ciudad y del este del país hasta que estalló la Guerra de Kosovo. A partir del nuevo milenio, el club afrontó sucesivas crisis económicas y deportivas, encontrándose anclado en la última división del fútbol serbio desde la temporada 2008-2009.
En la temporada 2008-2009, el equipo fue el último de su grupo en la Liga Municipal de Požarevac, consiguiendo apenas tres victorias, tres empates y doce derrotas. Su mejor resultado fue ante Zemljoradnik de Trnjane por 4-0 en la octava fecha, mientras que su peor resultado fue una derrota por 6-2 a manos de Mlava Bratinac.
En la temporada 2009-2010, Proleter Radna Mala tuvo un mejor desempeño y ocupó el sexto puesto de un total de nueve equipos. Consiguió 17 puntos producto de cuatro victorias, cinco empates y seis derrotas. Su mejor resultado fue un 4-1 ante Sopot, su clásico rival, en la tercera fecha. Por otro lado, su peor resultado fue una derrota por 5-0 ante el propio Sopot en la duodécima fecha.
En la temporada 2010-2011, el equipo proletario terminó en la duodécima posición de la última categoría del fútbol serbio en un certamen compuesto por catorce equipos. Proleter obtuvo 18 puntos debido a cinco victorias, tres empates y 18 derrotas. El mejor resultado fue un 4-0 ante Napredak de Batovac en la segunda fecha, mientras que el peor resultado fue una caída por 6-0 ante Sopot en la undécima fecha.
En la temporada 2011-2012, Proleter ocupó el undécimo puesto de un total de 13 clubes en la Liga Municipal de su ciudad. Consiguió 19 puntos producto de cinco victorias, cuatro empates y 15 derrotas. El mejor marcador fue una goleada ante Stig de Beranje por 3-0 en la fecha 22. Por otro lado, el peor resultado fue un 0-6 ante Sopot en la vigésima fecha.
En la temporada 2012-2013, Proleter disputó una de sus peores campañas al ser último de un total de 17 equipos. Obtuvo cuatro victorias, cuatro empates y 24 derrotas. La peor derrota fue un humillante 9-0 ante Vojvoda Milenko por la fecha 21, mientras que el mejor resultado fue un 3-0 sobre Napredak de Batovac en la undécima fecha.
En la temporada 2013-2014, el equipo de Radna Mala fue penúltimo de un total de 16 clubes. Consiguió apenas 10 puntos producto de tres victorias, dos empates y 25 caídas. El mejor resultado fue un 4-1 ante Sloga de Dubravica en la fecha 18, mientras que la peor de las derrotas fue en la fecha 20 ante Napredak de Poljana por 9-0.
En la temporada 2014-2015, Proleter compartió el último lugar de la tabla junto a Stig en un campeonato compuesto por 14 equipos. Consiguió 16 puntos producto de cinco victorias, dos empates y 19 derrotas. El mejor resultado fue un 4-0 ante MIP Majdan, uno de sus clásicos rivales al ser de la misma ciudad, en la fecha 23. Por otro lado, los peores resultados fueron derrotas por 5-0 ante Napredak de Poljana en la fecha inaugural y ante Dunavac en la fecha 14 respectivamente.
En la temporada 2015-2016, el club de Radna Mala fue antepenúltimo en un campeonato conformado por 13 clubes. Proleter obtuvo 16 puntos debido a cuatro victorias, seis empates y 14 derrotas. Proleter no pudo conseguir ninguna goleada esta temporada y su peor resultado lo recibió en la fecha 18 tras caer ante Zemljoradnik por 8-0.
En la temporada 2016-2017, Proleter comenzó a militar en el Grupo Dunav de la Liga Municipal, algo que se extendería hasta la temporada 2019-2020. A partir de la temporada 2020-2021, Proleter pasó a ser parte del Grupo Mlava. En la temporada 2016-2017, el equipo rojo fue sexto de su grupo con un total de nueve equipos. Consiguió 19 puntos producto de seis victorias, un empate y nueve derrotas. El mejor resultado fue un inolvidable 9-3 ante Rudar Kostolac 2003 en la fecha 16, mientras que la peor caída fue ante ese mismo equipo por 7-1 en la sétima fecha.
En la temporada 2017-2018, el equipo de Radna Mala obtuvo su mejor logro de su historia reciente tras ser quinto de su grupo que estuvo conformado por diez clubes. Proleter sumó 30 puntos y estuvo a solo 14 del primer lugar, que fue para Sloga de Lucica, que se hizo con el ascenso a la Sexta División. Proleter no obtuvo ni un solo empate, simplemente ganó diez veces y perdió ocho. La mejor victoria fue un 0-7 ante el clásico rival Sopot en la octava fecha. Por otro lado, el peor resultado fue un 6-2 que recibió dos veces. Primero ante Dunav de Ostrovo en la sétima fecha y luego ante el futuro campeón de esta temporada en la fecha 13.
En la temporada 2018-2019, Proleter obtuvo el sexto lugar de un total de diez clubes en su grupo. Los rojos obtuvieron 22 puntos debido a siete victorias, un empate y diez derrotas. El mejor resultado fue un 4-1 ante Moravac de Dragovac en la segunda fecha, mientras que el peor resultado fue un 6-0 en la última fecha ante el campeón invicto FK Ljubicevo.
En la temporada 2019-2020, el equipo de Radna Mala tuvo uno de sus peores desempeños al ser último de diez equipos con apenas dos puntos. Ganó una vez ante Dunav por 3-1 en la novena fecha y empató ante Sopot por 2-2 en la sexta fecha. No obstante, al igual que en temporadas anteriores, Proleter perdió puntos por faltas administrativas y quedó con dos puntos. El peor resultado fue en la octava fecha: una goleada por 8-1 ante Morava de Prugovo.
En la temporada 2020-2021, Proleter fue penúltimo de un total de siete equipos con nueve puntos que fueron producto de tres victorias y nueve derrotas. El mejor resultado fue una victoria por 1-3 en la fecha inaugural ante Pobeda en Stari Kostolac. Por otro lado, el peor resultado fue un 8-1 ante Vojvoda Milenko de Klicevac en la fecha 15.

## Plantilla
- Actualizada el 18 de mayo de 2022.